# Evolvulus flexuosus
Evolvulus flexuosus är en vindeväxtart som beskrevs av Helwig. Evolvulus flexuosus ingår i släktet Evolvulus och familjen vindeväxter. Inga underarter finns listade i Catalogue of Life.